# M3U
M3U — формат файлу для зберігання плейлистів. Первісно, був реалізований у програвачі Winamp, але тепер став дуже популярним і підтримується багатьма застосунками та утилітами.
Формат являє собою звичайний текстовий файл зі шляхами до одного або кількох файлів, які слід відтворити. Кожен шлях міститься в окремому рядку. Шлях може бути абсолютним, відносним чи URL-адресою. Коментарі починаються із символу "#" (октоторп). В extended M3U символ "#", крім того, використовується в директивах.
Розширений M3U містить, окрім шляхів до файлів, додаткові метадані у вигляді директив. Вони починаються із символу "#", тому старе програмне забезпечення, яке розуміє тільки звичайний M3U, буде сприймати їх як коментарі.
Для організації потокової трансляції поширене створення плейлистів, які містять тільки один запис, що вказує на потрібний URL. Такий файл дає можливість легко передавати посилання на ресурс потокової трансляції.
Файл має розширення "M3U" або "m3u" і має бути збережений у кодуванні ANSI. Існує також версія формату, що використовує кодування UTF-8 і розширення "m3u8".

## Приклади
Приклад простого M3U-файла:
```
Папка\Пісня.mp3
Пісня.ogg
D:\Папка\Пісня.flac
file://D:/Папка/Пісня.flac

http://example.com:8000%5Bнедоступне+посилання+з+червня+2019%5D

https://archive.today/20121201230849/example.com/~user/Song.ogg

ftp://example.com/~user/Song2.ogg%5Bнедоступне+посилання+з+червня+2019%5D
```

## Директиви Extended M3U
Приклад:
```
#EXTM3U
#EXTINF:123,Виконавець - Назва пісні
Моя музика\Пісня.mp3 
#EXTINF:234,Виконавець - Назва іншої пісні
C:\Documents and Settings\My Profile\Моя музика\Пісня2.flac
#EXTINF:-1,Назва інтернет-радіо

http://example.com:8000%5Bнедоступне+посилання+з+червня+2019%5D
```

Плейлист повинен починатися з директиви #EXTM3U у першому рядку.
Директива #EXTINF: використовується для подання метаінформації про файл. Вона закінчується двокрапкою. Наступним полем є число з наступною комою, що означає тривалість звукового файлу у секундах. Негативне число означає потокове відтворення або невідому тривалість. Рядок завершується ім’ям виконавця та назвою треку.